# Sascha Juritz

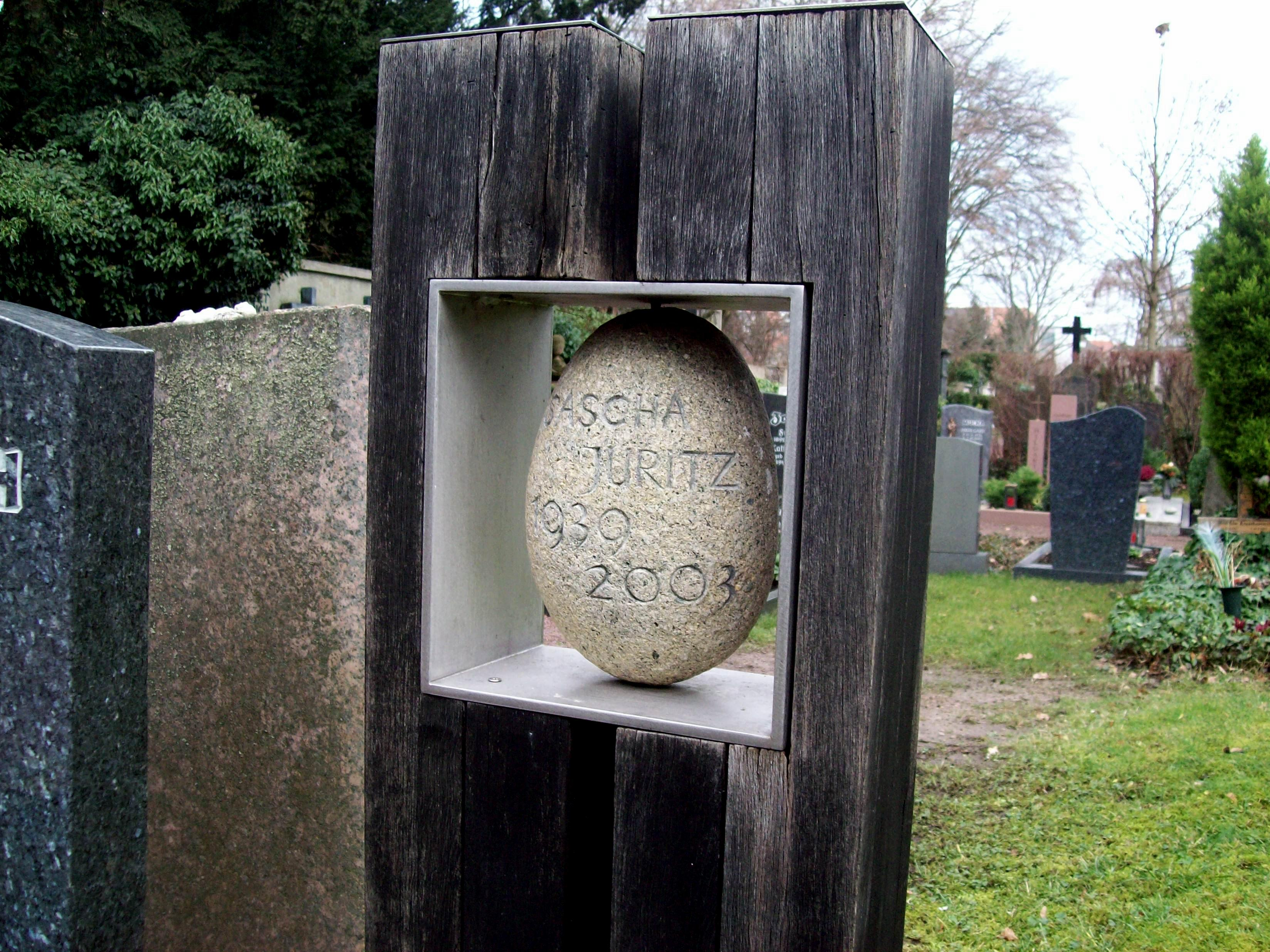
Grabstätte des Künstlers im Altstadtfriedhof Aschaffenburg

Sascha Juritz (* 25. März 1939 in Rietschen, Oberlausitz; † 30. Juni 2003 in Büdingen) war ein Zeichner, Maler, Graphiker, Bildhauer, Steindrucker und Verleger.

## Leben
Sascha Juritz wurde 1939 in Rietschen, Oberlausitz, geboren. Er besuchte die sorbische Oberschule in Cottbus. Schon damals entwarf er viele Zeichnungen zu sorbischen Volksmärchen. 1956 floh er mit seiner Mutter nach Westberlin, von dort in den Westen. Nun begann eine unstete Wanderschaft, die Juritz über Frankreich und Spanien bis nach Afrika führte, immer per Rennrad. In dieser Zeit entstanden zahlreiche Zeichnungen. Im Jahre 1957 begann er ein Studium an der Werkkunstschule, heute Hochschule für Gestaltung Offenbach am Main in „Freie Graphic“, das er cum laude abschloss. Anschließend ging er zu weiteren Studien nach Paris und Florenz. Dort entstanden Zeichnungen und Lithographien wie Théâtre Sarah Bernhardt – Im Ballettsaal, im Pariser Friedhof Père Lachaise, und dem Théâtre Eugène Ionesco, bis er 1962 einen Lehrauftrag für „zeichnerische Naturstudien“ in Offenbach am Main annahm, den er bis 1967 erfüllte.
Ins Jahr 1967 fällt die Heirat mit seiner ersten Frau Hanne und der Beginn des Aufbaus eines Ateliers in Dreieichenhain. In den späten 60er Jahren begann Sascha Juritz seine Zusammenarbeit mit Schriftstellern und Lyrikern, z. B. mit Martin Walser, Peter Rühmkorf und Peter Härtling, Hilde Domin, Stephan Hermlin, Siegfried Lenz, Thaddäus Troll, Urs Widmer u. a. (siehe Werke) deren Texte er mit Lithografien und Radierungen illustrierte. Außerdem war er Mitglied der Eremitenpresse. Es folgten Ausstellungen (Bilder, Zeichnungen, Skulpturen) in London, Amsterdam, Mastricht, Utrecht, Köln, Hannover und Luzern.
Viele seiner Kunstbücher, die er in seinem 1972 gegründeten Verlag »pawel pan presse«, einem Verlag für zeitgenössische Literatur und Originalgrafik, herausgab, wurden mit Preisen ausgezeichnet, aber auch Sascha Juritz selbst. 1984 erhielt er den Internationalen Senefelder-Preis für Lithografie. Auch als Bildhauer betätigte sich Sascha Juritz. Henry Moore hatte ihn zu einem Wettbewerb für junge Bildhauer in die Marmorbrüchen von Carrara und Forte dei Marmi eingeladen. Juritz gewann mit seiner Arbeit die Goldmedaille.
1975 kehrte er nochmals an die Hochschule nach Offenbach zurück und übernahm dort weitere Lehraufträge. Die Zusammenarbeit mit „Eremiten-Presse“ wurde intensiviert, es kam „Pfaffenweiler Presse“ hinzu, Buchgraphiken zu Büchern von Heinrich Böll, Bertolt Brecht, Jean Paul sowie zu einer Auswahl eigener Texte. Es folgten Ausstellungen in Haupt- und Großstädten Europas und in New York.
Er lernte die Goldschmiedin und Metallbildnerin Doris Lün kennen und kam nach Aschaffenburg. Sie heirateten und lebten später auf einer Hofreite bei Büdingen und auf Le Parcou in der Bretagne.
Sascha Juritz starb am 30. Juni 2003 in Büdingen auf seinem Anwesen an den Folgen eines Unfalls. Er wurde auf dem Altstadtfriedhof in Aschaffenburg beigesetzt.
Seine Arbeiten befinden sich in privaten und öffentlichen Sammlungen, im Museum van het Boek – Museum Meermanno-Westreenianum Den Haag, Klingspor-Museum Offenbach, Buchmuseum London, Gutenberg-Museum Mainz, Mathildenhöhe Darmstadt und in den Sammlungen in Leipzig, Krakau, St. Petersburg, in Montreal, Vancouver und Austin (Texas) sowie der Galerie 498 in Sulzbach an der Murr.

## Werke
- Hanne F. Juritz: Schlüssellöcher. Gedichte, mit Graphiken von Sascha Juritz. pawal pan presse o. J., pro poem No III.
- Hilde Domin: Traum I. Mit Originalgraphiken von Sascha Juritz. pawel pan presse o. J., ISBN 3-921454-38-7.
- o. V.: Der Gentleman. Auszug aus dem Buch "Lebenskunst - ein Herrenbrevier." Verlag Gustav Lyon, Berlin 1911. Mit Zeichnungen von Sascha Juritz. Verlag Dieter Strametz o. J.
- Georg Christoph Lichtenberg: Aphorismen. Extrakte aus den Sudelbüchern. Mit Zeichnungen von Sascha Juritz. Verlag Dieter Strametz o. J.
- Max von der Grün: Am Tresen gehn die Lichter aus. Mit Originalgraphiken von Sascha Juritz. Eremiten Presse, Düsseldorf, 1972, ISBN 3-87365-025-8.
- Hanne F. Juritz: Gedichte. Mit 33 Originalgraphiken von Sascha Juritz. pawel pan presse 1975.
- Roderich Feldes: Wechselküsse. 22 Sonette. Mit Zeichnungen von Sascha Juritz. pawel pan presse 1982.
- Hanne F. Juritz: Nach der ersten Halbzeit. Gedichte mit Originalgraphiken von Sascha Juritz. Vorwort von Wolfgang Weyrauch. Eremiten Presse, 1975, ISBN 3-87365-049-5.
- Hanne F. Juritz: Spuren von Arsen zwischen den Bissen. Gedichte mit Originalgraphiken von Sascha Juritz. Pfaffenweiler Presse, 1976.
- Susanne Faschon: Korn von den Lippen. Gedichte mit graphischen Beigaben von Sascha Juritz. Relief Verlag, München 1976.
- Wolfgang Weyrauch: Lieber T. Offsetlithographien von Sascha Juritz. Verlag Eremiten-Presse, Düsseldorf, 1976, ISBN 3-87365-101-7.
- Wolfgang Weyrauch: Gedichte. mit Originalgraphiken von Sascha Juritz. Pawel Pan Presse, Dreieich 1977.
- Volker Braun, Der Stoff zum Leben. mit Graphiken Sascha Juritz. Pfaffenweiler Presse, Pfaffenweiler 1977, ISBN 3-921365-17-1.
- Bernhard Hüttenegger: Ein Tag ohne Geschichte. Mit Offsetlithographien von Sascha Juritz. Pfaffenweiler Presse, 1980, ISBN 3-921365-35-X.
- Wolfgang Weyrauch: Hans Dumm. 111 Geschichten. Illustrationen von Sascha Juritz. BG Gutenberg, 1978, ISBN 3-7632-2329-0.
- Wolfgang Weyrauch: Anders wär's besser. Schutzumschlag und Illustrationen von Sascha Juritz. Arena-Verlag Würzburg 1982, ISBN 3-401-03995-4.
- Mircea Dinescu: Gedichte. Mit Zeichnungen von Sascha Juritz. pawel pan presse Büdingen 1982.
- Werner Söllner: Das Land, das Leben. Gedichte mit Originalgraphiken von Sascha Juritz. pawel pan presse, 1984, ISBN 3-921858-05-0.
- Johann Caspar Lavater: Vermischte physiognomische Regeln - ein Manuskript für Freunde. Faksimile-Nachdruck des Achtzehnten Buchs der Rupprecht-Presse zu München (1922). Mit Originalgraphiken von Sascha Juritz. Privatdruck o. J.(1985).
- Wilhelm König: Neue Heimatlieder. mit Originalgrafiken von Sascha Juritz. Blaschke, Darmstadt 1976, ISBN 3-87561-435-6.
- Heinrich Böll: Die Verwundung. Frühe Erzählungen, mit 9 Bleistiftzeichnungen von Sascha Juritz. Büchergilde Gutenberg (Die Kleine Reihe), 1986, Lizenzausgabe des Lamuv Verlags 1983, ISBN 3-7632-3199-4.
- Roderich Feldes: Vom Unwesen einiger Wesen. mit Originalgraphiken von Sascha Juritz. 1983, ISBN 3-921454-16-6.
- Sascha Juritz: Landstückchen.Opus 5. Notizen und Graphiken. pawel pan presse o. J. (1985).
- Theophrast: Sieben Charakterbilder. Mit sieben handkolorierten Lithographien von Sascha Juritz. Privatdruck 1986.
- Kurt Tucholsky: Das Wirtshaus im Spessart. Zeichnungen von Sascha Juritz. Main-Echo, Aschaffenburg o. J. (1986).
- Irmes Ebert: Wie das hald so ist 'mundartliches. Zeichnungen von Sascha Juritz. Pawel Pan Presse, 1988.
- Sascha Juritz, Michel Cevey (Hrsg.): Liebesgedichte. Lyrik von Schriftstellern und Zeitgenössischen Originalgraphiken. Pawel Pan Presse, Dreieich um 1989.
- Lutz Rathenow: Zärtlich kreist die Faust. Gedichte, mit Offsetlithographien von Sascha Juritz. Pfaffenweiler Presse, 1989, ISBN 3-921365-95-3.
- Anthologie: Bekenntnisse. Verse zu Originalgraphiken von Sascha Juritz. Verlag Dieter Strametz 1989.
- Friedrich Herbolzheimer: Spiegel des Lebens: Im Wunderlicht der Dichtung. Lyrik Band 1, mit Originalgraphiken von Sascha Juritz. Temenos, Aschaffenburg 1990, ISBN 3-9802503-0-X.
- Georg Friedrich Herbolzheimer: Temenos der Liebe: Lyrik. Illustration Sascha Juritz. Temenos-Verlag, Aschaffenburg 1991, ISBN 3-9802503-1-8.
- Mircea Dinescu: Ich bin der Besitzer der Brücken. Aus dem Rumänischen von Werner Söllner, mit Originalgrafiken von Sascha Juritz. Verlag Dieter Strametz, Eschborn.
- Marja Krawcec: Ralbitzer Sonntag. Gedichte mit Zeichnungen von Sascha Juritz. Eremiten-Presse Düsseldorf 1993, ISBN 3-87365-281-1.
- Karlhans Frank: Dorfelder Elegien, Gedichte. mit Originalgrafiken von Sascha Juritz.
- Hermann Ungar: Knaben und Mörder. mit 2 Original-Aquatintaradierungen und 16 Zeichnungen von Sascha Juritz, Buchgestaltung von Horst Schuster. (= Die Graphischen Bücher. Erstlingswerke deutscher Autoren des 20. Jahrhunderts. Band 14). 2000, ISBN 3-932545-50-8.
- Thomas Wolfe: Es führt kein Weg zurück. mit Zeichnungen von Sascha Juritz. Main-Echo, Kirsch & Co, Aschaffenburg 2000.
- Roy Eales, Sascha Juritz: Vath Wichtigste ist whatyou machen - Ar pep pouezusan eo ar pezh ein vez graet ganeomp - Ce qui comte le plus c'est ce qu'on fait - War Wirklich zählt ist was du bist. Pawel Pan Presse, 2004.

## Auszeichnungen
- Internationaler Senefelder-Preis für Lithographie (1984)
- Mitglied der Neuen Darmstädter Sezession

## Ausstellungen
- Galerie498 Sulzbach an der Murr: 1970, 1975 und 1979 mit Hanne F. Juritz und Thaddäus Troll, 2002 mit Lün Wolpert-Juritz, 2008 mit Susan und Roy Eals
- Galerie Maria Kreuzer Amorbach: „Der Künstler Sascha Juritz und Doris Lün Juritz“, vom 29. Oktober bis 17. Dezember 2006

### Anlässlich seines 10. Todestages
- Galerie 498 Sulzbach an der Murr: „Sascha Juritz – Graphiken, Poster, Bücher“ vom 28. Dezember 2012 bis 29. März 2013
- Kunsthaus Webergasse 3 Aschaffenburg: „Sascha Juritz – Zeichnungen & Bilder, eine Retrospektive“ vom 28. Juni bis 14. Juli 2013